# Meleaba urania
Meleaba urania är en fjärilsart som beskrevs av Dyar 1913. Meleaba urania ingår i släktet Meleaba och familjen Uraniidae. Inga underarter finns listade i Catalogue of Life.